# دومودوسولا
دومودوسولا (به ایتالیایی: Domodossola) یک کومونه در ایتالیا است که در استان وربانو-کوزیو-اوسولا واقع شده‌است.

## خصوصیات
دومودوسولا ۳۶٫۹۳ کیلومترمربع مساحت و ۱۸٬۳۰۷ نفر جمعیت دارد و ۲۷۲ متر بالاتر از سطح دریا واقع شده‌است.

## خواهرخوانده
شهرهای Brig و بوستو آرسیتسیو خواهرخوانده‌های دومودوسولا هستند.